# Bethany Mota
Bethany Noel Mota (Los Banos, Californië, 7 november 1995) is een Amerikaans vlogger.

## Biografie
Mota startte in 2009 met haar YouTubekanaal "Macbarbie07" en uploadt video's over mode, make-up, kapsels, recepten en doe-het-zelf-ideeën. Ze heeft een eigen kledinglijn die gesponsord wordt door Aéropostale. Time magazine noemde haar een van de 25 invloedrijkste tieners van 2014.